# Länsväg 249
De Zweedse weg 249 (Zweeds: Länsväg 249) is een provinciale weg in de provincies Örebro län en Västmanlands län in Zweden en is circa 40 kilometer lang.

## Plaatsen langs de weg
- Arboga
- Fellingsbro
- Frövi
- Vedevåg
- Lindesberg

## Knooppunten
- E18/E20 bij Arboga (begin)
- Riksväg 50/Riksväg 68 bij Lindesberg (einde)